# Тилис
Тили́с (рос. Тылыс) — присілок у складі Юкаменського району Удмуртії, Росія.
Населення — 19 осіб (2010; 30 в 2002).
Національний склад (2002):
- бесерм'яни — 43 %
- удмурти — 30 %